# Sulcopyrenula
Sulcopyrenula is een geslacht van schimmels uit de familie Pyrenulaceae. De typesoort is Sulcopyrenula staurospora.

## Soorten
Volgens Index Fungorum telt het geslacht vijf soorten (peildatum februari 2023):
| Soortnaam                    | Auteur(s)                   | Publicatiejaar |
| ---------------------------- | --------------------------- | -------------- |
| Sulcopyrenula biseriata      | Aptroot & Sipman            | 2018           |
| Sulcopyrenula canellae-albae | (Fée) H. Harada             | 1999           |
| Sulcopyrenula cruciata       | Aptroot                     | 2002           |
| Sulcopyrenula staurospora    | (Tuck. ex Willey) H. Harada | 1999           |
| Sulcopyrenula subglobosa     | (Riddle) Aptroot            | 2011           |